# The Scarecrow (filme de 1982)
The Scarecrow é um filme de suspense neozelandês de 1982, dirigido por Sam Pillsbury, com ambientação nos anos 40.